# Серхио Бернардо Алмирон
Серхио Бернардо Алмирон (Sergio Bernardo Almirón), е аржентински футболист. Играе като централен полузащитник и е известен с подаванията си и силния си шут. Неговият баща е Серхио Алмирон, световен шампион от 1986 г.
Започва кариерата си в аржентинския Нюелс Олд Бойс, след което преминава в редица италиански отбори. Това става през 2001 г., когато бива привлечен от Удинезе. Преди да подпише за 9 млн. евро с Ювентус, играе в Верона и Емполи. В продължение на 3 сезона не може да се пробори за титулярно място, поради което през този период играе под наем за Монако, Фиорентина и Бари.